# Balzac (Charente)
Balzac – miejscowość i gmina we Francji, w regionie Nowa Akwitania, w departamencie Charente.
Według danych na rok 1990 gminę zamieszkiwało 1185 osób, a gęstość zaludnienia wynosiła 123 osób/km² (wśród 1467 gmin regionu Poitou-Charentes Balzac plasuje się na 247. miejscu pod względem liczby ludności, natomiast pod względem powierzchni na miejscu 848.).